# Милославська Марія Іллівна
Марія Іллівна Милославська (1 (11) квітня 1624, Москва — 3 (13) березня 1669, Москва) — московська цариця, перша дружина царя Олексія Михайловича, матір Федора III, Івана V і царівни Софії Олексіївни. Належала до дворянського роду Милославських.